# Corey Schwab
Pour les articles homonymes, voir Schwab.
Corey Schwab (né le 4 novembre 1970 à North Battleford, dans la province de la Saskatchewan au Canada) est un joueur professionnel retraité et entraîneur de hockey sur glace.

## Carrière
Réclamé par les Devils du New Jersey au dixième tour du repêchage de 1990 de la Ligue nationale de hockey alors qu'il évolue pour les Thunderbirds de Seattle de la Ligue de hockey de l'Ouest, Corey Schwab retourne avec ces derniers pour une saison supplémentaire où il récolte 32 victoires en 58 rencontres.
Devenant joueur professionnel en 1991, il rejoint alors le club affilié aux Devils dans la Ligue américaine de hockey, les Devils d'Utica et s'aligne également pour quelques rencontres avec les Cyclones de Cincinnati alors dans l'ECHL.
Rejoignant les River Rats d'Albany en 1993 lorsque les Devils transfèrent leur club école, Schwab devient le gardien numéro un de l'équipe et secondé par Mike Dunham, ils remportent lors de la saison 1994-1995 le trophée Harry-« Hap »-Holmes remis aux gardiens de l'équipe ayant conservé la plus faible moyenne de but encaissé. Les deux cerbères se partagèrent également le trophée Jack-A.-Butterfield remis au joueur le plus utile lors des séries éliminatoires de la LAH alors que les River Rats mettent la mains sur la première Coupe Calder de leur histoire.
Faisant ses débuts dans la LNH au cours de la saison 1995-1996 alors qu'il agit comme adjoint à Martin Brodeur, il prend part à dix rencontres avec les Devils avant d'être échangé au terme de la saison au Lightning de Tampa Bay. Il décroche dès son arrivée avec le Lightning un poste régulier dans la LNH et conserve celui-ci durant les trois saisons suivantes.
Laissé sans protection en vue du repêchage d'expansion de 1999, il y est sélectionné par les Thrashers d'Atlanta et rejoint alors leur club affilié dans la Ligue internationale de hockey, les Solar Bears d'Orlando. Le gardien ne prend cependant part qu'à seize rencontres avant d'être échangé aux Canucks de Vancouver.
Devenant agent libre à l'été 2000, il s'entend pour une saison avec les Maple Leafs de Toronto où il est appelé à seconder le vétéran Curtis Joseph. Au terme de cette saison, il retourne avec les Devils du New Jersey et remporte avec ces derniers sa première Coupe Stanley.
Subissant une blessure à l'aine après n'avoir pris part qu'à trois rencontres la saison suivante, il rate le reste de la saison et décide de mettre un terme à sa carrière à l'été 2004. À la suite de son retrait, il est approché par le Lightning en 2005 pour être entraîneur des gardiens de buts. Schwab reste en poste jusqu'en 2008 avant de rejoindre l'organisation des Sharks de San José avec qui il occupe les mêmes fonctions. 
| Saison     | Équipe                   | Ligue      |     | Saison régulière | Saison régulière | Saison régulière | Saison régulière | Saison régulière | Saison régulière | Saison régulière | Saison régulière | Saison régulière | Saison régulière |   | Séries éliminatoires | Séries éliminatoires | Séries éliminatoires | Séries éliminatoires | Séries éliminatoires | Séries éliminatoires | Séries éliminatoires | Séries éliminatoires | Séries éliminatoires |
| Saison     | Équipe                   | Ligue      | PJ  | V                | D                | Pr/N             | Min              | BC               | Moy              | % Arr            | Bl               | Pun              | PJ               | V | D                    | Min                  | BC                   | Moy                  | % Arr                | Bl                   | Pun                  |                      |                      |
| 1988-1989  | Thunderbirds de Seattle  | LHOu       | 10  | 2                | 2                | 0                |                  |                  | 4,82             |                  | 0                |                  |                  |   |                      |                      |                      |                      |                      |                      |                      |                      |                      |
| 1989-1990  | Thunderbirds de Seattle  | LHOu       | 27  | 15               | 2                | 1                |                  |                  | 3,6              |                  | 1                |                  | 3                | 0 | 0                    |                      |                      | 2,45                 |                      | 0                    |                      |                      |                      |
| 1990-1991  | Thunderbirds de Seattle  | LHOu       | 58  | 32               | 18               | 3                |                  |                  | 4,09             |                  | 0                |                  | 6                | 1 | 5                    |                      |                      | 3,93                 |                      | 0                    |                      |                      |                      |
| 1991-1992  | Devils d'Utica           | LAH        | 24  | 9                | 12               | 1                |                  |                  | 4,31             |                  | 0                |                  |                  |   |                      |                      |                      |                      |                      |                      |                      |                      |                      |
| 1991-1992  | Cyclones de Cincinnati   | ECHL       | 8   | 6                | 0                | 1                |                  |                  | 4,13             |                  | 0                |                  | 9                | 6 | 3                    |                      |                      | 3,22                 |                      | 0                    |                      |                      |                      |
| 1992-1993  | Devils d'Utica           | LAH        | 40  | 18               | 16               | 5                |                  |                  | 4,25             |                  | 2                |                  | 1                | 0 | 1                    |                      |                      | 6,1                  |                      | 0                    |                      |                      |                      |
| 1992-1993  | Cyclones de Cincinnati   | LIH        | 3   | 1                | 2                | 0                |                  |                  | 5,51             |                  | 0                |                  |                  |   |                      |                      |                      |                      |                      |                      |                      |                      |                      |
| 1993-1994  | River Rats d'Albany      | LAH        | 51  | 27               | 21               | 3                |                  |                  | 3,61             |                  | 0                |                  | 5                | 1 | 4                    |                      |                      | 4,02                 |                      | 0                    |                      |                      |                      |
| 1994-1995  | River Rats d'Albany      | LAH        | 45  | 25               | 10               | 9                |                  |                  | 2,59             | 90,6             | 3                |                  | 7                | 6 | 1                    |                      |                      | 2,68                 |                      | 0                    |                      |                      |                      |
| 1995-1996  | Devils du New Jersey     | LNH        | 10  | 0                | 3                | 0                |                  |                  | 2,18             | 89,9             | 0                |                  |                  |   |                      |                      |                      |                      |                      |                      |                      |                      |                      |
| 1995-1996  | River Rats d'Albany      | LAH        | 5   | 3                | 2                | 0                |                  |                  | 2,61             | 89,8             | 0                |                  |                  |   |                      |                      |                      |                      |                      |                      |                      |                      |                      |
| 1996-1997  | Lightning de Tampa Bay   | LNH        | 31  | 11               | 12               | 1                |                  |                  | 3,04             | 89,7             | 2                |                  |                  |   |                      |                      |                      |                      |                      |                      |                      |                      |                      |
| 1997-1998  | Lightning de Tampa Bay   | LNH        | 16  | 2                | 9                | 1                |                  |                  | 2,92             | 89,2             | 1                |                  |                  |   |                      |                      |                      |                      |                      |                      |                      |                      |                      |
| 1998-1999  | Lightning de Tampa Bay   | LNH        | 40  | 8                | 25               | 3                |                  |                  | 3,52             | 89,1             | 0                |                  |                  |   |                      |                      |                      |                      |                      |                      |                      |                      |                      |
| 1998-1999  | Lumberjacks de Cleveland | LIH        | 8   | 1                | 6                | 1                |                  |                  | 3,9              | 88,5             | 0                |                  |                  |   |                      |                      |                      |                      |                      |                      |                      |                      |                      |
| 1999-2000  | Canucks de Vancouver     | LNH        | 6   | 2                | 1                | 1                |                  |                  | 3,57             | 86,1             | 0                |                  |                  |   |                      |                      |                      |                      |                      |                      |                      |                      |                      |
| 1999-2000  | Solar Bears d'Orlando    | LIH        | 16  | 9                | 4                | 2                |                  |                  | 2,14             | 91,3             | 1                |                  |                  |   |                      |                      |                      |                      |                      |                      |                      |                      |                      |
| 1999-2000  | Crunch de Syracuse       | LAH        | 12  | 7                | 5                | 0                |                  |                  | 3,5              | 88,9             | 0                |                  | 4                | 1 | 3                    |                      |                      | 2,69                 | 92,2                 | 1                    |                      |                      |                      |
| 2000-2001  | Blades de Kansas City    | LIH        | 50  | 22               | 24               | 1                |                  |                  | 3,14             | 90,2             | 2                |                  |                  |   |                      |                      |                      |                      |                      |                      |                      |                      |                      |
| 2001-2002  | Maple Leafs de Toronto   | LNH        | 30  | 12               | 10               | 5                |                  |                  | 2,73             | 89,4             | 1                |                  | 1                | 0 | 0                    |                      |                      | 0                    | 100                  | 0                    |                      |                      |                      |
| 2002-2003  | Devils du New Jersey     | LNH        | 11  | 5                | 3                | 1                |                  |                  | 1,47             | 93,3             | 1                |                  | 2                | 0 | 0                    |                      |                      | 0                    | 100                  | 0                    |                      |                      |                      |
| 2003-2004  | Devils du New Jersey     | LNH        | 3   | 2                | 0                | 1                |                  |                  | 0,64             | 97,1             | 1                |                  |                  |   |                      |                      |                      |                      |                      |                      |                      |                      |                      |
| Totaux LNH | Totaux LNH               | Totaux LNH | 147 | 42               | 63               | 13               |                  |                  | 2,89             | 89,6             | 6                |                  | 3                | 0 | 0                    |                      |                      | 0                    | 100                  | 0                    |                      |                      |                      |

## Récompenses
- Ligue américaine de hockey
  - Deuxième équipe d'étoiles en 1995 ;
  - Trophée Harry-« Hap »-Holmes avec Mike Dunham en 1995 ;
  - Trophée Jack-A.-Butterfield ex æquo avec Mike Dunham en 1995 ;
  - Coupe Calder avec les River Rats d'Albany en 1995.
- Ligue nationale de hockey
  - Coupe Stanley avec les Devils du New Jersey en 2003.

## Transactions
- 22 juin 1996 : échangé par les Devils au Lightning de Tampa Bay en retour de Jeff Reese, du choix de deuxième tour des Blackhawks de Chicago au repêchage de 1996 .
- 25 juin 1999 : réclamé par les Thrashers d'Atlanta lors de leur repêchage d'expansion.
- 29 octobre 1999 : échangé par les Thrashers aux Canucks de Vancouver en retour du choix de quatrième tour des Canucks au repêchage de 2000
- 1er octobre 2001 : signe à titre d'agent libre avec les Maple Leafs de Toronto.
- 8 juillet 2002 : signe à titre d'agent libre avec les Devils du New Jersey.